# Messier 90
Messier 90 (M90 ili NGC 4569) je spiralna galaksija u zviježđu Djevici. Otkrio ju je Charles Messier 18. ožujka 1781. godine. U istoj noći otkrio je još 6 galaktika i kuglasti skup M92.

## Svojstva
M90 je jedan od većih galaktika u skupu galaktika Djevica. Njene prividne dimenzije su 9,5' x 4,4', a udaljenost oko 59 milijuna svjetlosnih godina. Njene stvarne dimenzije su 160.000 x 75.000 svjetlosnih godina. 
M90 je "fosilna" galaksija. Unatoč tome što je spiralna galaktika u njoj se ne odvija proces formiranja novih zvijezda. M90 je zbog interakcija s ostalim galaksijama u skupu Djevice izgubila plin i prašinu potrebne za stvaranje zvijezda. 
Spektar galaktike M90 pokazuje pomak prema plavom. To znači da nam galaktika prilazi i to velikom brzinom od 235 km/s. Uzrok tome su opet interakcije s ostalim galaksijama u skupu Djevice.
Satelitska galaktika M90 jest nepravilna galaktika IC 3583.

## Amaterska promatranja
M90 je poprilično sjajna galaksija. Njen prividni sjaj je magnitude + 9,5 i zato ju je lako uočiti. U 200 mm-skom teleskopu moguće je vidjeti galaksiju kao veliku elipsastu mrlju s malenom i sjajnom jezgrom.

## Vanjske poveznice
- (engl.) SEDS: NGC 4569
- (engl.) Revidirani Novi opći katalog
- (engl.) Izvangalaktička baza podataka NASA-e i IPAC-a
- (engl.) Astronomska baza podataka SIMBAD
- (engl.) VizieR

Skica M90